# Tyrell Sutton
Tyrell DelShawn Sutton (Akron, 19 dicembre 1986) è un giocatore di football americano statunitense che gioca nel ruolo di running back per i Montreal Alouettes della Canadian Football League. Firmò coi Green Bay Packers come free agent dopo non essere stato scelto nel Draft NFL 2009. Ha giocato  anche coi Seattle Seahawks e i Carolina Panthers. Al college ha giocato a football a Northwestern.

## Carriera professionistica

### Green Bay Packers
Malgrado fosse stato invitato alla NFL Combine, Sutton non fu scelto nel Draft 2009. Il 1º maggio 2009, i Green Bay Packers lo firmarono come free agent. Il 5 settembre 2009, Tyrell fu svincolato dai Packers per rientrare nel roster di massimo 53 giocatori.

### Carolina Panthers
Anche se i Packers avevano dato ad intendere di voler rifirmare Sutton per la squadra di allenamento se ci fossero state delle deroghe, Sutton fu firmato dai Carolina Panthers il 6 settembre 2009. Egli fu impiegato come ritornatore dei kick-off dai Panthers, giocando in totale 16 partite in due stagioni. Il 3 settembre 2011 fu tagliato.

### Seattle Seahawks
Il 4 gennaio 2012, Sutton firmò un contratto coi Seattle Seahawks. Il 26 agosto 2012 fu svincolato.

### Sacramento Mountain Lions
Dopo il taglio da parte dei Seahawks, Sutton firmò coi Sacramento Mountain Lions della United Football League.

### Montreal Alouettes
Nell'agosto 2013, Sutton firmò con i Montreal Alouettes della CFL. Nel 2015 fu convocato per l'All-Star Game.

## Statistiche
NFL
| Partite totali             | 16 |
| Partite totali da titolare | 1  |
| Yard su corsa              | 68 |
| Touchdown su corsa         | 0  |